# Ioan-Aurel Pop
Ioan-Aurel Pop (nacido el 1 de enero de 1955) es un historiador rumano. Pop fue nombrado profesor de historia en la Universidad Babeș-Bolyai en 1996. Desde entonces, ha sido presidente del Departamento de Historia Medieval e Historia del Arte Premoderno en la Universidad Babeș-Bolyai. Desde 2012, Pop ha sido rector de la Universidad Babeș-Bolyai. En 2018 fue elegido presidente de la Academia Rumana.
Su trabajo se centra en investigar la historia medieval de los rumanos y de Europa Central y del Sudeste (instituciones medievales rumanas, formaciones políticas rumano-eslavas en Transilvania, las relaciones de los rumanos de Transilvania con el espacio rumano extracarpato, la influencia bizantina en los rumanos, las relaciones de Transilvania con Europa Central y Occidental, la estructura étnica y confesional de Transilvania), Es un nacionalista. Tras la aparición del libro History and myth in the Romanian consciousness de Lucian Boia, Pop publicó un libro en respuesta, rechazando parcialmente la tesis deconstructivista del historiador de Bucarest. También desarrolló libros de texto escolares alternativos para la escuela secundaria.